# Джемаль Гюрсель
Джема́ль Гюрсе́ль (тур. Cemal Gürsel; 13 жовтня 1895, Ерзурум, Османська імперія — 14 вересня 1966, Анкара, Туреччина) — турецький військовий і громадський діяч, четвертий президент Турецької республіки.

## Життєпис
Джемаль Гюрсель народився 13 жовтня 1895 року в Ерзурумі у родині турків-сунітів. Його батько, Абідін Бей, служив офіцером в османській армії. Джемаль Гюрсель був онуком Ібрагіму (1820—1895) і правнуком Хаджі Ахмаду (1790—1860).
Після закінчення початкової школи в Орду та військової середньої школи в Ерзінджані, Джемаль Гюрсель вступив до вищого військового училища Кулелі («İstanbul Kuleli Askerî Lisesi») у Стамбулі. В школі він був помітною фігурою і отримав прізвисько «Джемаль ага» (Великий Джемаль). Отримавши військову освіту за спеціальністю ртилерист, він відслужив у армії протягом 45 років.
У 1915 році, у віці 20 років, поступив на службу в армію Османської імперії. Під час Першої світової війни він брав участь у битві при Чанаккале, що на березі Дарданелл, і в битві при Галліполі. Як лейтенант першої батареї 12-го артилерійського полку в 1915 році був нагороджений Військовою медаллю. Пізніше він воював на палестинському та сирійському фронтах. У 1919 році був взятий в полон, і залишався в'язнем у Єгипті до 6 жовтня 1920 року. Пізніше, під час свого президентства, в інтерв'ю іноземній пресі, на питання «чому він не вивчив англійську мову під час його полону?», він пояснив, що був настільки засмучений під час полону, що на знак протесту вивчив французьку мову в британському таборі замість англійської.
Після звільнення повернувся в Анатолію, де приєднався до Мустафи Кемаля після конгресу і взяв участь у турецькій війні за незалежність 1920—1923. Командував полком, бригадою, був начальником військової школи, командиром корпусу, потім служив в Генеральному штабі армії. Він був нагороджений Медаллю Незалежності за хоробрість в Першому дивізіоні, перевершуючи в битвах Другої світової війни Іненю, Ескішехіра і Сакарью.
У 1946 році отримав звання бригадного генерала, у 1957 році — генерала армії.
У серпні 1958 року генерал Гюрсель призначений командувачем сухопутними силами Туреччини. Не брав участь у політичному житті країни і не належав до жодної з політичних партій.

## Військова кар'єра
Навчався у військовій академії, яку закінчив у 1929 році як офіцер штабу. З 1946 року служив у всіх загальних рядах до чотирьох-зіркових в цілому, включаючи начальника розвідки і був призначений командувачем Сухопутними військами в 1958 році, коли командував 3-ю армією.
Гюрсель, як спокійний і батьківською фігурою з тонким почуттям гумору, був добре відомий як на національному, так і в колах НАТО, і заслужив повагу і довіру як в народу, так і в збройних силах, за свої професійні знання і поведінку. Під час свого візиту 2 травня 1960 року він пояснив свої погляди міністру національної оборони Ібрагіму Етему Мендересу і, таким чином, уряду. 3 травня 1960 року він написав історичного листа, в якому просив президента Джеляля Баяра подати у відставку. У цьому листі він заявив, що прем'єр-міністра Аднана Мендереса люблять люди, і запропонував призначити його на пост Президента замість Баяра. Ці дії призвели до відстороненню Джемаля Гюрселя з посади, його відправили до Ізміра в обов'язкову відпустку, змушуючи до дострокового виходу на пенсію.
У прощальному листі, переданому у всі підрозділи збройних сил, Джемаль Гюрсель закликав армію не втручатися в політику, він висловився таким чином: «Завжди високо тримайте честь армії та форми, яку ви носите. Знайте, як захиститися від шкідливих наслідків амбіційної політичної атмосфери, яка зараз віє в країні. Тримайтеся осторонь від політики будь-якою ціною. Це має величезне значення для вашої честі, сили армії та долі країни».

## Президентство
Став організатором перевороту 27 травня 1960, після успіху якого зайняв пости глави держави як голова Комітету національної єдності і командувач збройними силами. Прийшовши до влади, він заявив, що у внутрішній і зовнішній політиці Туреччина буде слідувати принципам Кемаля Ататюрка і підтвердив вірність зобов'язанням по блоках НАТО і СЕНТО. Гюрсель також оголосив про намір провести нові загальні вибори і ухвалити нову конституцію країни. 28 травня 1960 він очолив новий уряд країни.
На початку травня 1960 року подав у відставку зі свого поста через незгоду з наказами прем'єр-міністра Аднана Мендереса, який використав армію для придушення антиурядових студентських демонстрацій в Анкарі. Відставка не була прийнята, однак Гюрсель був відправлений у відпустку.
Помер на посаді президента в 1966 році, похований на Турецькому державному кладовищі.

## Родина
Гюрсель одружився у 1927 році на Мелахат (Melahat), доньці офіцера військово-морського флоту, який служив на фрегаті Хамідіє (Hamidiye). Подружжя мало одного сина, Оздеміра та всиновило дівчинку на ім'я Хатідже Ергюн.

## Цікаві факти
У 1961 році став ініціатором розробки першого турецького автомобіля Devrim, який так і не запустили у виробництво.